# 石井宏和
石井 宏和（いしい ひろかず、1983年11月21日 - ）は、日本の男性キックボクサー。大阪府大阪市出身。京賀塾所属。

## 略歴
- 2002年8月25日、どついたるねん9で行われたJAIL BREAKにて優勝。
- 2003年6月22日、JAPAN GAME 2003 第11回全日本空手道選手権大会のグローブ空手の部で優勝。
- 2003年9月21日、THE FORCEで白川祥に判定勝ち。
- 2005年11月13日、第24回関西グローブ空手交流大会-64kg級で準優勝。
- 2006年6月11日、昇龍伝にて準決勝で園山翔一にKO負け。
- 2007年12月9日、第9回月心会大阪キック空手大会ライト級3位入賞。
- 2008年8月10日、KAMINARIMON関西地区予選大会-60kg級で準優勝[1]。
- 2008年8月30日、CLUB DEEP京都大会で魚井守と引き分け[2]。
- 2008年10月5日、CLUB DOG FIGHT 2で自演乙＠PIGUに判定勝ち。
- 2008年10月26日、Zinen-Cup 2008 KAMINARIMON全日本大会、2回戦敗退[3]。
- 2008年12月7日、「BURN 〜完全燃焼〜」で、真下晃二に判定勝ち[4]。
- 2009年3月15日、第29回関西グローブ空手交流大会、軽中量級 優勝。
- 2009年5月5日、誠流空手道選手権交流大会2009、軽量級 準優勝。
- 2009年6月7日、CLUB DEEP OSAKAで、あきんど大野にKO勝ち[5]。
- 2009年8月30日、「STRIKER1」で、久保広太にKO勝ち[6]。
- 2010年4月4日、DEEP☆KICK 60kg級関西最強決定トーナメント１回戦で石橋真幸に判定負け。
- 2011年3月27日、「LEGEND第4章」で高橋直弘に3RTKO負け。
- 2011年5月1日、「チャクリキ ファイティング ガラ４」でMO刃KIに判定負け。
- 2011年6月19日、NJKF 「BLOOD 6」で浅野タクミノカミに2RTKO負け。
- 2011年7月31日、「DEEP☆KICK7」で藤井基文に判定負け。
- 2023年10月29日、「HOOST CUP　KINGS KYOTO12 」で勝村翔平に3R右ローキックでTKO負け。

## 戦績
| キックボクシング 戦績 | キックボクシング 戦績 | キックボクシング 戦績 | キックボクシング 戦績 | キックボクシング 戦績 | キックボクシング 戦績 | キックボクシング 戦績 |
| --------------------- | --------------------- | --------------------- | --------------------- | --------------------- | --------------------- | --------------------- |
| 8 試合                | (T)KO                 | 判定                  | その他                | 引き分け              | 無効試合              |                       |
| 2 勝                  | 2                     | 0                     | 0                     | 0                     | 0                     |                       |
| 6 敗                  | 3                     | 3                     | 0                     | 0                     | 0                     |                       |

| 勝敗 | 対戦相手         | 試合結果                     | 大会名                                         | 開催年月日    |
| ×    | 藤井基文         | 3R終了 判定0-3               | DEEP☆KICK7                                     | 2011年7月31日 |
| ×    | 浅野タクミノカミ | 2RTKO（3ノックダウン：ヒザ） | BLOOD 6                                        | 2011年6月19日 |
| ×    | MO刃KI           | 3R終了 判定0-3               | チャクリキ ファイティング ガラ４               | 2011年5月1日  |
| ×    | 高橋直弘         | 3RTKO（右ローキック）        | LEGEND第4章                                    | 2011年3月27日 |
| ×    | 石橋真幸         | 3R終了 判定0-3               | DEEP☆KICK 60kg級関西最強決定トーナメント１回戦 | 2010年4月4日  |
| ○    | 久保広太         | 1RKO （右ストレート）        | STRIKER1                                       | 2009年8月30日 |
| ○    | あきんど大野     | 2R 1:38 KO （右ハイキック）  | CLUB DEEP OSAKA                                | 2009年6月7日  |